# San Vittorio (vascello)
Il San Vittorio fu un vascello di linea veneziano da 70 cannoni che prestò servizio nella Armada tra il 1684 e il 1706.

## Storia
Il Ducato di Savoia in vista del viaggio che il Duca 
Vittorio Amedeo II avrebbe dovuto compiere in Portogallo per chiedere la mano dell'Infanta Isabella Luisa aveva ordinato la costruzione, presso il cantiere navale di Amsterdam, nei Paesi Bassi, di due vascelli da 70 e 60 cannoni, designati rispettivamente San Vittorio e San Giovanni Battista. Le due unità furono costruite tra il 1681 e il 1682, al costo totale di 95.000 pezze da otto reali, e consegnate alla marina sabauda nell'aprile 1684. Esse compirono un solo viaggio di andata da Amsterdam e Villefranche, base principale della marina sabauda, dove rimasero inoperose. La costruzione dei due vascelli era stata personalmente seguita da Lorenzo Picco, un capitano che aveva vissuto per un lungo periodo a Venezia.
Dopo lo scoppio della prima guerra di Morea (1684-1685) il Senato della Repubblica di Venezia decise di potenziare l'Armata Grossa, anche noleggiando o acquistando navi da paesi stranieri.
La reggente Maria Giovanna di Nemours decise di venire in aiuto alla Repubblica di Venezia, e tramite gli uffici di Picco offrì la vendita dei due vascelli che si trovavano a Villefranche. Per ispezionare le due unità furono inviati a Villafranche Zuanne de Pieri e Domenico Lazzaroni, Capo dei Bombardieri dell'Arsenale, il cui parere favorevole consentì di acquistare i due vascelli al prezzo di 65.000 ducati comprensivi dell'armamento e del munizionamento.  Picco, entrato al servizio della Repubblica divenne capitano della San Vittorio mentre Giovanni Barban fu nominato comandante del San Giovanni Battista Grande. I due vascelli arrivarono a Corfù il 20 luglio 1684, sotto il comando del governator di nave Bartolomeo Contarini, in ritardo per partecipare alle prime operazioni belliche. Un primo esame della navi in condizioni operative evidenziò la mancanza del controbordo che consentiva di proteggere l'opera viva dall'azione delle teredini. Esso fu applicato a Corfù durante l'inverno successivo.
Alzata la sua insegna sul San Vittorio il capitano straordinario delle navi Alessandro Molin salpò da Zante con la squadra navale l'8 maggio 1685, ricongiungendosi con le navi del capitano ordinario Daniele IV Dolfin alla fine del mese. Per il resto dell'anno l'Armata Grossa operò in supporto all'Armata sottile al diretto comando del capitano generale da mar Francesco Morosini che stava conquistando la Morea.
Nel 1686 Alessandro Molin fu sostituito nell'incarico da Lorenzo Venier il quale, alzata la sua insegna sul San Giovanni Battista Grande, salpò con 10 navi il 20 maggio per attaccare la Carovana di Alessandria che intercettò l'11 luglio tra Nicaria e Nasso. La formazione navale ottomana era costituita 14 trasporti armati, scortati da 9 sultane al comando di Baba Assan, e 8 unità algerine al comando del corsaro Cussain. Lo scontro non ebbe l'esito sperato, e il convoglio turco, sebbene disperso riuscì a sfuggire alla cattura.
Il 4 ottobre la flotta veneziana impegnò nuovamente combattimento contro la flotta ottomana al comando del kapudan pascià Miseroglu vicino a Mitilene, e la San Vittorio, nave ammiraglia di Pisani, fu duramente impegnata in azione.
Nell'aprile 1687 Francesco Morosini ordinò a Venier di salpare con una squadra di 17 navi, tra cui la San Vittore,  per intercettare e catturare la Carovana di Alessandria, che per sfuggire ai veneziani riparò nel porto di Rodi.  Venier rimase in zona fino ai primi di agosto e poi si allontanò, eseguendo gli ordini di Morosini.
Nel 1693 il San Vittorio rientrò a Venezia per essere sottoposto a importanti lavori di raddobbo presso l'Arsenale.
Il San Vittorio, al comando dell'almirante Nicolò Pisani, partecipò alla battaglia di Spalmadori in forza alla squadra navale veneziana al comando del capitano generale da mar Antonio Zeno.  Il 9 febbraio 1695 la flotta veneziana, composta dai vascelli Stella Maris (nave ammiraglia,  su cui alzava la sua insegna il comandante straordinario della navi Girolamo Priuli, 70 cannoni), Rosa (60), San Lorenzo Giustinian (70), Leon Coronato, Nettuno (60), Valor Coronato (54), San Domenico (60), Redentor del Mondo (70), Vittoria (60), San Nicolò (54), Sacra Lega (60), Drago Volante (60), Fama Volante (50), Madonna della Salute (50), Venere Armata (52), Ercole Vittorioso (60), San Antonio di Padova (50), Pace ed Abbondanza (50), San Giovanni Battista Piccolo (50), San Vittorio (62), e San Giovanni Battista Grande, da 5 galeazze e 21 galee si trovava posizionata a difesa dell'isola di Chio, vicino alle Oinousses, un piccolo gruppo di isole al largo di Capo Karaburun nell'Anatolia occidentale. Quel giorno Zeno impegnò combattimento contro la squadra turca dell'ammiraglio Hacı Hüseyin Pascià forte di 20 velieri e 20 galee.
Nel durissimo combattimento la squadra veneziana perse per incendio i vascelli Stella Maris (dove si trovava imbarcato il capitano straordinario delle navi Girolamo Priuli), Leon Coronato (incendiatosi a sua volta nel tentativo di soccorrere la "Capitana") e Drago Volante (esploso dopo che il fuoco raggiunse la Santa Barbara), mentre il vascello San Vittorio, circondato da cinque unità nemiche, fu salvato dall'arrivo del San Lorenzo Giustinian, e rimase gravemente danneggiato. Secondo i testimoni era stato colpito da oltre 2.000 cannonate e aveva avuto l'equipaggio decimato e abbattuta l'alberatura.
Seppur danneggiato il San Vittorio, aggregato all'Armata sottile, partecipò all'evacuazione dell'isola di Chio, avvenuta nella notte del 22 febbraio. Il 15 settembre partecipò alla battaglia di Chio, in forza alla squadra navale del capitano straordinario della navi Alessandro Molin, e il 18 settembre, come nave di bandiera del designato capitano straordinario della navi Girolamo Michiel, alla battaglia di Mitilene. In questa occasione Michiel, che si trovava sulla tolda del San Vittorio, ebbe il braccio amputato da una cannonata.
Il 22 agosto 1696 il San Vittorio partecipò alla battaglia di Andro. Il 7 luglio dell'anno successivo prese parte alla battaglia di Lemno combattuta dalla flotta veneziana contro quella ottomana, al termine della quale furono riscontrate gravi infiltrazioni d'acqua all'interno della scafo tali da non riuscire mai a prosciugare completamente le stive. Tutta la polvere da sparo presente nei magazzini si era bagnata. Combatté poi anche nella battaglia di Negroponte del 1 settembre. Con decreto del Senato in data 26 giugno 1706 fu messa fuori servizio e successivamente demolita.

### Annotazioni
1. ↑  Egli ebbe un assegnamento di 11,5 ducati per ognuno dei 100 marinai della nave, contro i soliti 10 ducati, e sei paghe anticipate contro le quattro usuali.

### Fonti
1. 1 2  http://www.veneziamuseo.it/ARSENAL/schede_arsenal/vascelli.htm.
2. 1 2 3 4 5  Threedecks.
3. 1 2 3 4  Candiani 2009, p. 175.
4. ↑  Candiani 2009, p. 173.
5. ↑  Candiani 2009, p. 174.
6. 1 2  Candiani 2009, p. 176.
7. ↑  Candiani 2009, p. 188.
8. ↑  Candiani 2009, p. 190.
9. ↑  Candiani 2009, p. 193.
10. 1 2  Candiani 2009, p. 209.
11. ↑  Candiani 2009, p. 211.
12. ↑  Candiani 2009, p. 214.
13. ↑  Candiani 2009, p. 222.
14. ↑  Candiani 2009, p. 223.
15. ↑  Candiani 2009, p. 289.
16. ↑  Nani Mocenigo 1938, p. 95.
17. ↑  Nani Mocenigo 1938, p. 91.
18. ↑  Candiani 2009, p. 304.
19. ↑  Candiani 2009, p. 306.
20. ↑  Candiani 2009, p. 311.
21. ↑  Candiani 2009, p. 312.
22. ↑  Candiani 2009, p. 349.
23. 1 2  Candiani 2009, p. 371.
24. ↑  Candiani 2009, p. 374.